# 2006年冬季奥林匹克运动会钢架雪车比赛
鋼架雪車於都靈冬季奧運中共有兩個小項，賽事由2月11日正式開始，於2月15日結束。男子單人賽於2月11日展開，2月12日結束，而女子單人賽於2月15日作賽。

## 男子

### 單人賽
| 獎牌 | 運動員             | 時間     |
| 金牌 | 加拿大 达夫·吉布森 | 1分55.88 |
| 銀牌 | 加拿大 杰夫·佩因   | 1分56.14 |
| 銅牌 | 瑞士 斯特莱        | 1:56.80  |

## 女子

### 單人賽
女子單人賽小項是本屆冬季奧運中鋼架雪車的首個小項。
| 獎牌 | 運動員                | 時間    |
| 金牌 | 瑞士 马娅·彼得森-比里 | 1:59.83 |
| 銀牌 | 英国 谢莉·拉德曼      | 2:01.06 |
| 銅牌 | 加拿大                | 2:01.41 |

## 獎牌榜
| 名次 | 國家或地區    | 金牌 | 銀牌 | 銅牌 | 總數 |
| ---- | ------------- | ---- | ---- | ---- | ---- |
| 1    | 加拿大（CAN） | 1    | 1    | 1    | 3    |
| 2    | 瑞士（SUI）   | 1    | 0    | 1    | 2    |
| 3    | 英国（GBR）   | 0    | 1    | 0    | 1    |